# Giro apo t’oniro
Giro apo t’oniro — пятый студийный альбом греческой исполнительницы Елены Папаризу, издан в 2010 году.

## Об альбоме
28 марта 2010 года стандартное издание альбома было выпущено вместе с газетой Real News, а 29 марта альбом можно было купить в музыкальных магазинах Греции и Кипра. Также с 29 марта его можно было купить на iTunes по всему миру. 5 июля лейбл Virginia Records выпустил альбом в Болгарии.
Запись Giro apo t’oniro проходила с 2009 года. В октябре 2009 года в интервью журналу Down Town Елена сказала, что для альбома готовы уже три песни.

## Список композиций
1. San Kai Sena
2. An Hsouna Agapi
3. Psaxno Tin Alitheia
4. Gyrna Me Sto Xtes
5. Tou Erota To Aima
6. Oneiro (Chemical)
7. Filarakia
8. Stin Koryfi tou Kosmou
9. Thalassa (+Giorgos Sampanis)
10. Den Allazo
11. Siga, Psithyrista (Friend) (+Silky Sunday)
12. Tha 'mai allios

Скрытый трек
1. Dancing without music

DVD
1. «Dromos FM Album Preview Performance»
2. «Backstage»
3. «Interviews»

- DVD и скрытый трек только в подарочном издании.

## Участники записи
- Giannis Doxas — A&R, эксклюзивный продюсер
- Al Giga — стиль
- Christos Kallaniotis (effex+) — причёска
- Giannis Marketakis (effex+) — макияж
- Toni Mavridis — продюсер
- Elena Paparizou — вокал
- Giorgos Sampanis — продюсер, вокал
- Dimitris Skolos — фото